# Камышино (Крым)
Камы́шино (до 1948 года Донузла́в 2, до начала XX в. Аджи́-Муса́; укр. Комышине, крымскотат. Doñuzlav 2, Донъузлав 2) — исчезнувшее село в Черноморском районе Республики Крым, располагавшееся на востоке района, в степной части Крыма, на западном берегу вершины озера Донузлав, примерно в полутора километрах южнее современного села Красноярское.

## История
Идентифицировать исконное название села Аджи-Мусса среди зачастую сильно искажённых названий селений в Камеральном Описании Крыма… 1784 года пока не удалось. Видимо, деревня была покинута жителями, крымскими татарами, в первую волну их эмиграции — после присоединения Крыма к России 8 февраля 1784 года. Территориально поселение относилось сначала к Евпаторийскому уезду Таврической области. После реформ Павла I, с 1796 по 1802 год, входила в Акмечетский уезд Новороссийской губернии. По новому административному делению, после создания 8 (20) октября 1802 года Таврической губернии, опустевший Аджи-Мусса оказался в Яшпетской волости Евпаторийского уезда.
Впервые развалины деревни Аджи-Мусса обозначены на военно-топографической 1836 года, как и на карте 1842 года. Видимо, вскоре в опустевшую деревню въехали новые переселенцы, и на трёхверстовой карте Шуберта 1865—1876 годов в Аджи-Муссе обозначено 24 двора, но в других документах середины XIX века она не упоминается. К этому времени, после земской реформы Александра II, деревня была приписана к Курман-Аджинской волости. По обследованиям профессора А. Н. Козловского 1867 года, вода в колодцах деревни Аджи-Мусса Курман-Аджинской волости была пресная, а их глубина колебалась от 2 до 10 саженей (от 4 до 20 м).
Земская реформа 1890-х годов в Евпаторийском уезде прошла после 1892 года; в результате Аджи-Муссу приписали к Донузлавской волости. По «…Памятной книжке Таврической губернии на 1900 год» в деревне, входившей в Донузлавское сельское общество, числилось, вместе с деревней Донузлав, 449 жителей в 55 дворах, имевших в пользовании 1819 десятин общинной земли. На 1902 год в деревне работал эемский врач. По Статистическому справочнику Таврической губернии. Ч.II-я. Статистический очерк, выпуск пятый Евпаторийский уезд, 1915 год, в селе Донузлав II-я часть (Аджи-Мусса) Донузлавской волости Евпаторийского уезда числилось 48 дворов с русскими жителями (40 дворов с землёй, 8 — безземельные) в количестве 316 человек приписного населения, из которых 153 мужчины и 163 женщины. Жители владели 480 десятинами удобной земли. В хозяйствах имелось 100 лошадей, 26 волов, 32 коровы и 320 голов мелкого скота.
После установления в Крыму Советской власти, по постановлению Крымревкома от 8 января 1921 года № 206 «Об изменении административных границ» была упразднена волостная система и образован Евпаторийский уезд, в котором создан Ак-Мечетский район и село вошло в его состав, а в 1922 году уезды получили название округов. 11 октября 1923 года, согласно постановлению ВЦИК, в административное деление Крымской АССР были внесены изменения, в результате которых округа были отменены, Ак-Мечетский район упразднён и село вошло в состав Евпаторийского района. Согласно Списку населённых пунктов Крымской АССР по Всесоюзной переписи 17 декабря 1926 года, в селе Донузлав II, Ак-Коджинского сельсовета Евпаторийского района, числилось 67 дворов, из них 41 крестьянский, население составляло 253 человека, из них 236 русских, 7 украинцев, 7 евреев, 1 немец, 2 записаны в графе «прочие». Согласно постановлению КрымЦИКа от 30 октября 1930 года «О реорганизации сети районов Крымской АССР», был восстановлен Ак-Мечетский район (по другим данным, это произошло 15 сентября 1931 года), и село вновь включили в его состав.
С 25 июня 1946 года селение в составе Крымской области РСФСР. Указом Президиума Верховного Совета РСФСР от 18 мая 1948 года Донузлав 2 переименовали в Камышино. 26 апреля 1954 года Крымская область была передана из состава РСФСР в состав УССР. С начала 1950-х годов, в ходе второй волны переселения (в свете постановления № ГОКО-6372с «О переселении колхозников в районы Крыма»), в Черноморский район приезжали переселенцы из различных областей Украины. Время включения в состав Новоивановского сельсовета пока не установлено: на 15 июня 1960 года Камышино уже числилось в его составе. Ликвидировано в период между 1968 годом, когда село ещё числилось в составе Новоивановского сельского совета и 1977 годом, когда Камышино уже числилось в списке упразднённых населённых пунктов.